# Парси (Кавказ)
Вижте пояснителната страница за други значения на Парси.
Парсите са етническа общност в Азербайджан и Руската федерация (Дагестан).
Първоначалните сведения за тяхното присъствие на Кавказ според хрониките датират от времето на Хазарския каганат. Говорят език от югозападната група на иранските езици, вариант на средноперсийския език. Традиционната религия на парсите е зороастризмът.
Днес сред парсите се наблюдава религиозна пъстрота: част от тях изповядват юдаизма (според друга версия местната еврейска общност e възприела езика парси), част – исляма. Парсите-юдеи са наричани от околните етноси „джугут“, а парсите-мюсюлмани – „тати“. Етнонимът „тати“ се появява през 8 век първоначално като социално обозначение на местното земеделско население от страна на завоевателите тюрки номади (от същия произход е етнонимът „таджик“, обозначаващ първоначално ираноезичното население на Централна Азия).
Видни представители на този етнос са средновековните поети, учени и мислители Низами, Физули, Хагани Ширвани, Мехсети Гянджеви (поетеса). Днес парсите обитават Абшеронския полуостров и областите Шемаха и Куба.
Голяма част от съвременните парси в Азербайджан по силата на определени обстоятелства от социален, политически и икономически характер са силно тюркизирани – процес, започнал през 1920-те години; носителите на езика парси намаляват постоянно поради факта, че по-младите поколения говорят езика азери.